# Daniel Blomgren
Daniel Blomgren, född 23 augusti 1982 i Ulricehamn, är en svensk före detta fotbollsspelare.

## Karriär
Blomgrens moderklubb är Ulricehamns IFK. 2001 gick han till Gais. I januari 2007 gick Blomgren till norska FK Bodø/Glimt.
Blomgren skrev i januari 2009 på för IK Sirius, och i januari 2011 skrev på ett nytt flerårskontrakt med klubben. I januari 2014 återvände Blomgren till moderklubben Ulricehamns IFK. Han spelade 53 ligamatcher och gjorde åtta mål för klubben i Division 3 mellan 2014 och 2017. I augusti 2018 gjorde han comeback för klubben i Division 4.